# Rina Sawayama
Rina Sawayama (japánul: リナ・サワヤマ (Niigata prefektúra, 1990. augusztus 16. –) japán származású brit énekesnő, dalszerző, színésznő és modell.
Ötéves korában költözött szüleivel Japánból Londonba. Miközben politikát, pszichológiát és szociológiát tanult a cambridge-i Magdalene College-ban, felfedezte a zene iránti szeretetét.
2017-ben debütált énekesként a Rina EP-vel, első nagylemeze, amely kritikai sikert aratott, Sawayama címmel jelent meg 2020-ban, ezt a Hold the Girl követte 2022 szeptemberében. Sawayama többféle zenei stílust képvisel (pop, R&B, rock, elektronikus), emellett tehetséges zenész is, játszik többek közt harmonikán. Modellként számos nagyszabású eseményen részt vett, 2023-ban pedig filmes színésznőként is debütált a John Wick: 4. felvonás című akcióthrillerben.
2018-ban coming out-olt, pánszexuálisnak vallja magát.

## Diszkográfia

### Nagylemezek
- Sawayama (2020)
- Hold the Girl (2022)

### Kislemezek
- 2013: Sleeping in Waking
- 2013: Terror (mint Riina)
- 2015: Tunnel Vision
- 2016: Where U Are
- 2016: This Time Last Year
- 2017: Cyber Stockholm Syndrome
- 2017: Alterlife
- 2017: Valentine (What’s It Gonna Be)
- 2018: Ordinary Superstar
- 2018: Cherry
- 2018: Flicker
- 2019: STFU!
- 2020: Comme des Garçons (Like the Boys)
- 2020: XS
- 2020: Chosen Family
- 2020: Bad Friend
- 2020: Lucid
- 2022: Beg for You

## Filmográfia

### Film
| Év   | Magyar cím             | Eredeti cím          | Szerep | Magyar hang        |
| ---- | ---------------------- | -------------------- | ------ | ------------------ |
| 2023 | John Wick: 4. felvonás | John Wick: Chapter 4 | Akira  | Bogdányi Titanilla |
| 2023 | John Wick: 4. felvonás | John Wick: Chapter 4 | Akira  | Nagy Katica        |

### Televízió
| Év   | Cím             | Szerep          | Megjegyzés |
| ---- | --------------- | --------------- | ---------- |
| 2019 | Turn Up Charlie | Layla Valentine | 2 epizód   |